# Zbornik za putnike iz 1547.
Zbornik za putnike iz 1547. godine  ili u originalu  „Zbornik za putnike“ Vicenca Vukovića, Venecija, 1547 (Molitvoslov ili Časloslov)  koji spada u  retkо srpskо paleotipskо izdanjе, neka vrsta današnje džepne knjige, koju je vernik moga stalno da nosi sa sobom na putovanjima. Štampano je u štampariji Vićenca Vukovića u Veneciji 1547. godine.

## O izdavaču
Božidar Vuković, koji je zajedno sa sinom Večencom izdavač „Zbornik za putnike“ Vicenca Vukovića, Venecija, 1547  je za rad svoje štamparije prethodno dobio odobrenje od pape Pavla Trećeg (1534-1537) i cara Karla Petog (1519-1555), a deo dozvole dat Vicencu 1546. sadržao je obavezu da se knjige koje budu izdavali 
„s vremena na vreme provere saglasno propisima“.
Nije sasvim poznato kako je išla distribucija ove knjige i kako je ona dospevala u Srbiju, ali je poznato da su dubrovački trgovci uz drugu robu po Srbiji jedno vreme prodavali i knjige. Zna se i da je sama distribucija knjiga iz venecijanskih štamparija bila olakšana, jer su izdavači naših knjiga održavali bliske veze sa manastirom Mileševa i sa manastirima iz skadarske regije.
Njegov sin koji se potpisvao kao Vicenco, Vičenco, Vicko, ali i kao Đovani Vicenco Srbin, nosio titulu Vojvode – Dela Vekija. Za svoj štamparski simbol Vicenco je uzeo „motiv dvoglavog orla“, sličan onom na grbu Đurađa Crnojevića. Vicenco je bio prvi izdavač knjiga koji je, prema Furunoviću, upotrebio izraz „štampati“ u predgovoru „Psaltiru“ i prvi izdavač „komercijalnih knjiga koji u impresumu nije beležio imena štampara i ostalih majstora“.
Vicenco Vuković je izdao „pet datiranih knjiga“: 
- „Psaltir sa posledovanjem“ (1546), na 308 lista srednjeg formata,
- „Zbornik za putnike“ (1547) i „Zbornik za putnike“ (1560)
- „Liturgijar“ ili „Službenik“ (1554), ponovljeno izdanje iz 1520;
- „Psaltir“ (1561)

U više izdanja u „kojima ne samo da se nije menjao pogovor, nego je zadržana i datacija starijeg izdanja“.

## Izgled i zaštita
Zbornik za putnike iz 1547. godine predstavlja preštampano i delimično izmenjeno izdanje Božidara Vukovića iz 1536. godine. Štampano je u Veneciji u Vukovićevoj štampariji, nakon što ga je za štampanje uradio njegov sin Vinćenco Vuković 1547.  godine. Međutim ovo izdanje Vicenca Vukovića,  bio je  prepoznatljivo  po bogatim renesansnim  ornamentalnim okvirima stranica (koje štamparija Božidara Vukovića u Zborniku iz 1636. godine nije upotrebljavala), ili po 
„uokvirenim tekstovima sa sve četiri stranice, po uskim trakama sa stilizovanim lišćem, što je bila novina u srpskom štamparstvu, kao i po pejzažima iza poprsja, svojevrsne kopije renesansnih knjiga“
Grafičku opremu knjige čine dekorativni otisci svetitelja u tehnici ksilografije. Na svakoj stranici knjige nalazi se dekorativni okvir renesansnog uticaja, raspoređen tako da tekst uokvirava sa tri strane florističkim motivom stilizovanih vreža, lišća i plodova koji izlaze iz vaza i maski. U bogate florističke motive upleteni su anđeli i druge figure.
Sa donje strane okvir knjige se zatvarao minijaturnom kompozicijom iz života Bogorodice i Hrista.Takvih okvira ima 16 i oni se ponavljaju  kroz celu knjigu.
Signatura strana je desno na dnu svake strane i označena je ćiriličnim slovima, latiničnim slovima i rimskim brojevima.
Knjiga je štampa  u dve boje, dok je više boja korišćeno na iluminacijama.
Povez knjige je sačinjen od drveta presvučenog kožom na čijoj je naslovnoj korici „slepi” otisak (ornamentika) najverovatnije  porodični grb Vukovića. Povez knjige se zatvaro metalnim kopčama.
Ova knjižica džepnog fornata, dimenzija 14,4 x 9,2 cm štampana je na 312 strana.
Sadržaj knjige je:
- kalendar koji se završava avgustom mesecom,
- časoslovac za noćnu i dnevnu službu,
- molitve svecima, tropare, paraklise i kanone posvećene Bogorodici…

Ova danas retka knjiga zaštićen je u Srbiji prema Zakonom o kulturnim dobrima, kao pokretno kulturno dobro od posebnog značaja. Jedan o sačuvanih primeraka koji ima 211 sačuvanih listova od 312. koliko treba da ima knjiga, izložen je u Muzeju ponišavlja u Pirotu.

## Namena
Zbornici za putnike, kojih je štempano nekoliko izdanja u 16.  veku, bili su namenu: 
- Molitvoslova —  za privatnu i ličnu pobožnost šireg kruga vernika
- Džepne knjige — jer su je zbog malog formata vernici nosili se sobom  na putovanjima (otuda i naziv Zbornik za putnike)  i koristiti u svakoj prilici.[3]

Ono što je poznato iz cenovnika štamparije ovaj zbornikje zbog visoke cene izdavanja mogao da kupi samo neki imućniji vernik, pa je njemu bio i namenjen. Naime prema testamentu iz 1539. godine, Božidara Vuković 
„Minej prodaje za 3 dukata, Oktoih za 5 lira i 15 solada, Psaltiri i Misali po 1 dukat i četvrt, mali molitvenik po 5 lira itd. Poređenja radi, jedan Minej je vredeo koliko 20 nadnica jednog mletačkog zanatlije ili tri teleta ili 10-12 brava ili oko 250 kg pšenice“.

## Sadržaj
Zbornik za putnike iz 1547. godine po svom sadržaju bio je mešovitog sastava i religioznog karaktera i u sebi je objedinjavao sadržaje raznih delova bogoslužbenih knjiga:
- časoslov,
- kalendar
- izabrane molitve za svakodnevne potrebe,
- akatist Presvetoj Bogorodici,
- kanone  Arhanđelu Mihailu, Bogorodici, Svetom Nikoli, Svetom Nikoli Svetom Iliji...
- paraklise  Jovanu Krstitelju,  Bogorodici, Svetom Nikoli, Svetom Iliji...
- žitija najvećih svetitelja crkve, Svete Petke, Mučenije Svetog Georgija...

Ovi sadržaji predstavljali su za svakog čitaoca knjige moralne uzore na putu dostizanja hrišćanskih vrlina i primere aktivnog žrtvovanja za veru.
Osobenost ovog izdanja čine apokrifni sastavi, poput onih posvećenih:
- Epistolu cara Avgara Hristu,
- Čudu o Svetom ubrusu i keramidi,
- Slovu apostola Pavla,
- Drugi apokrifi u kojima su date pojedine epizode u vezi s novozavetnim događajima, pre svega one iz Hristovog i Bogorodičinog života, kao i iz života najuglednijih svetitelja hrišćanske crkve, koje nisu opisane u kanonskim knjigama.[3]

## Literatura
- Катарина Мано-Зиси…Пет векова српског штампарства, 1494–1994, Београд, 1994.
- Драгутин Фуруновић, Енциклопедија штампарства, Београд, 1996
- Владимир Анђелковић, Старо српско издаваштво 1494-1918, Београд, 2018.
- Дејан Медаковић, Графика српских штампаних књига, Београд: Научно дело, 1958.

## Spoljašnje veze
- Венецијански издавачи српских књига 1519-1824 Архивирано на веб-сајту  (30. август 2021) - Приредио: Владимир Анђелковић